# Lijst van presentatoren van KRO-NCRV
Dit is een lijst van presentatoren en presentatrices die bij KRO-NCRV werken of gewerkt hebben.

## B
- Heinze Bakker
- Olivier Bakker
- Antoine Bodar
- Sacha de Boer
- Lex Bohlmeijer
- Derk Bolt
- Daan Boom
- Stef Bos
- Govert van Brakel
- Ivo van Breukelen
- Evelien de Bruijn
- Joël Broekaert
- Peter van Bruggen

## D
- Evert Duipmans

## E
- Ajouad El Miloudi
- Jetske van den Elsen
- Sofie van den Enk

## F
- Igmar Felicia
- Leo Fijen
- Marijn Frank
- Philip Freriks

## G
- Jacobine Geel
- Wouter van der Goes
- Edson da Graça
- Pepijn Gunneweg

## H
- Bert Haandrikman
- Gijs Hakkert
- Niels Heithuis
- Angelique Houtveen

## J
- Yvon Jaspers
- Eva Jinek

## K
- Ron Kas
- Wilfred Kemp
- Teun van de Keuken
- Jeroen Kijk in de Vegte
- Ersin Kiris
- Sven Kockelmann
- Jan Kooijman
- Jeanne Kooijmans
- Sander de Kramer
- Bert Kranenbarg
- Klaas van Kruistum

## L
- Margriet van der Linden
- Joris Linssen
- Patrick Lodiers

## M
- Tess Milne
- Floris Molenaar
- Talitha Muusse

## N
- Daan Nieber

## O
- Alexander Oey

## P
- Ghislaine Plag
- Fons de Poel

## R
- Paul Rabbering

## S
- Annemiek Schrijver
- Katja Schuurman
- Tim Senders
- Cielke Sijben
- Irma Sluis
- Wijnand Speelman
- Frits Spits
- Liesbeth Staats
- Stefan Stasse
- Gijs Staverman

## T
- Caroline Tensen

## V
- Roderick Vonhögen
- Margriet Vroomans

## W
- Marlijn Weerdenburg
- Saskia Weerstand
- Lucille Werner
- Ruud de Wild
- Emmely de Wilt
- Anita Witzier

## Z
- Herman van der Zandt (2024–)[1]
- Carl-Johan de Zwart